# Massengräber in Cerkno
Auf dem Gebiet der Gemeinde Cerkno in Slowenien wurden bisher (Stand 2/2024) zwei Massengräber aus der Zeit um den Zweiten Weltkrieg gefunden, und zwar in den Ortschaften Cerkno und Zakriž.

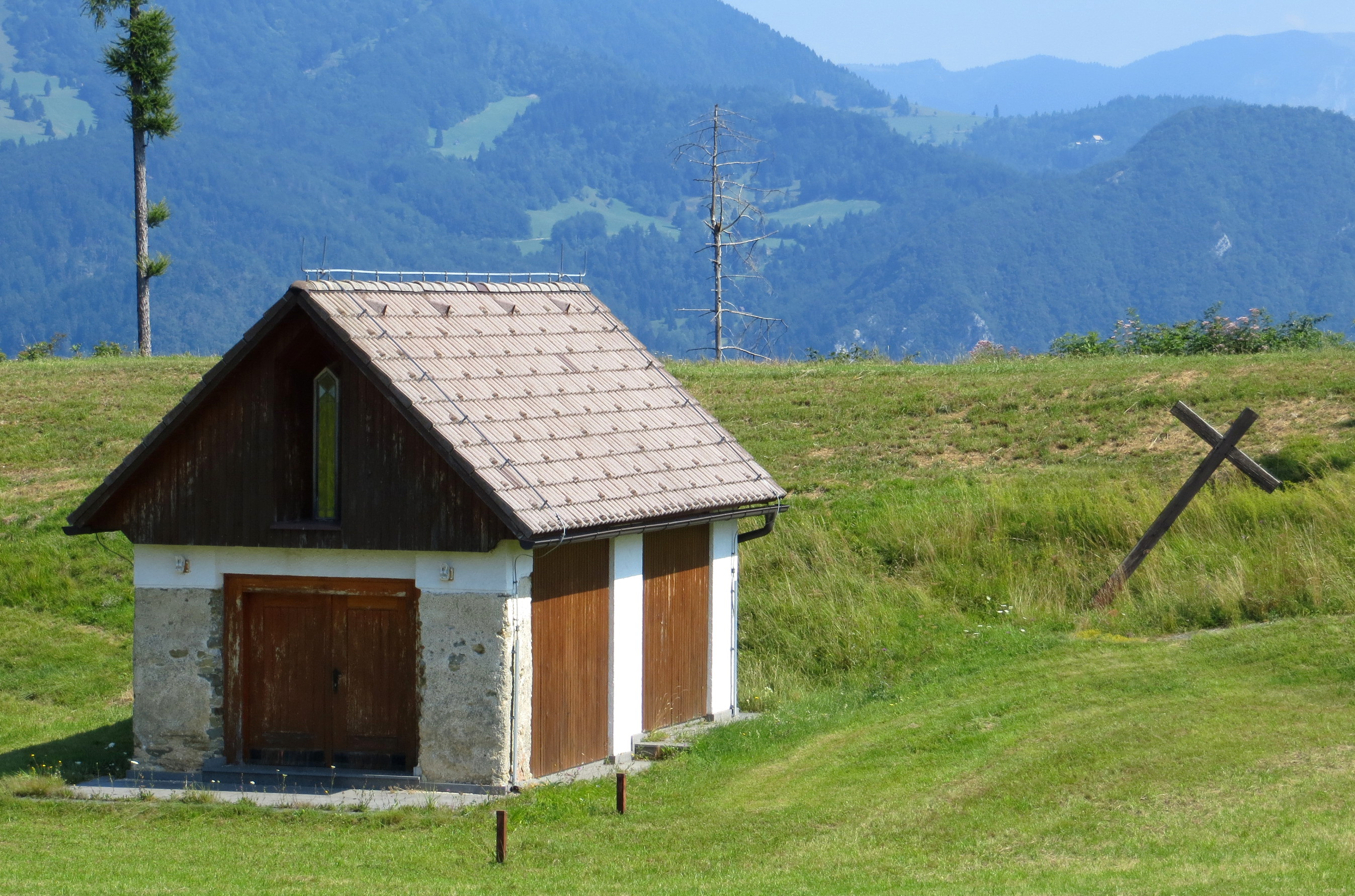
Gedenkstätte Massengrab von Lajše, Gemeinde Cerkno

## Cerkno
Das Massengrab von Lajše (slowenisch: Grobišče Lajše) liegt südlich des Ortes Cerkno in einem Schacht am Waldrand am Osthang des Lajše-Hügels. Es enthält die Überreste von 14 zivilen Opfern (eines davon entkommen), die antikommunistischer Aktivität verdächtigt wurden und am 6. Februar 1944 von den Partisanen ermordet wurden. Sie wurden aus Rache für einen Angriff auf eine Ausbildungsstätte der Kommunistischen Partei in Cerkno am 27. Januar 1944 getötet, bei dem 47 Menschen ums Leben kamen.

## Zakriž
Das Massengrab von Zakriž (Grobišče Zakriž), auch bekannt als Hangmassengrab (Grobišče v Rebrah), liegt südwestlich des Dorfkerns von Zakriž am steilen Westhang des Großen Kovk-Hügels (Veliki Kovk). Es enthält die Überreste von 22 oder 23 Zivilisten, die aus dem Gefängnis in Cerkno abgeholt oder zur Zwangsarbeit festgehalten wurden und am 21. oder 22. März 1945 von den Partisanen ermordet wurden.